# Guy Goffette

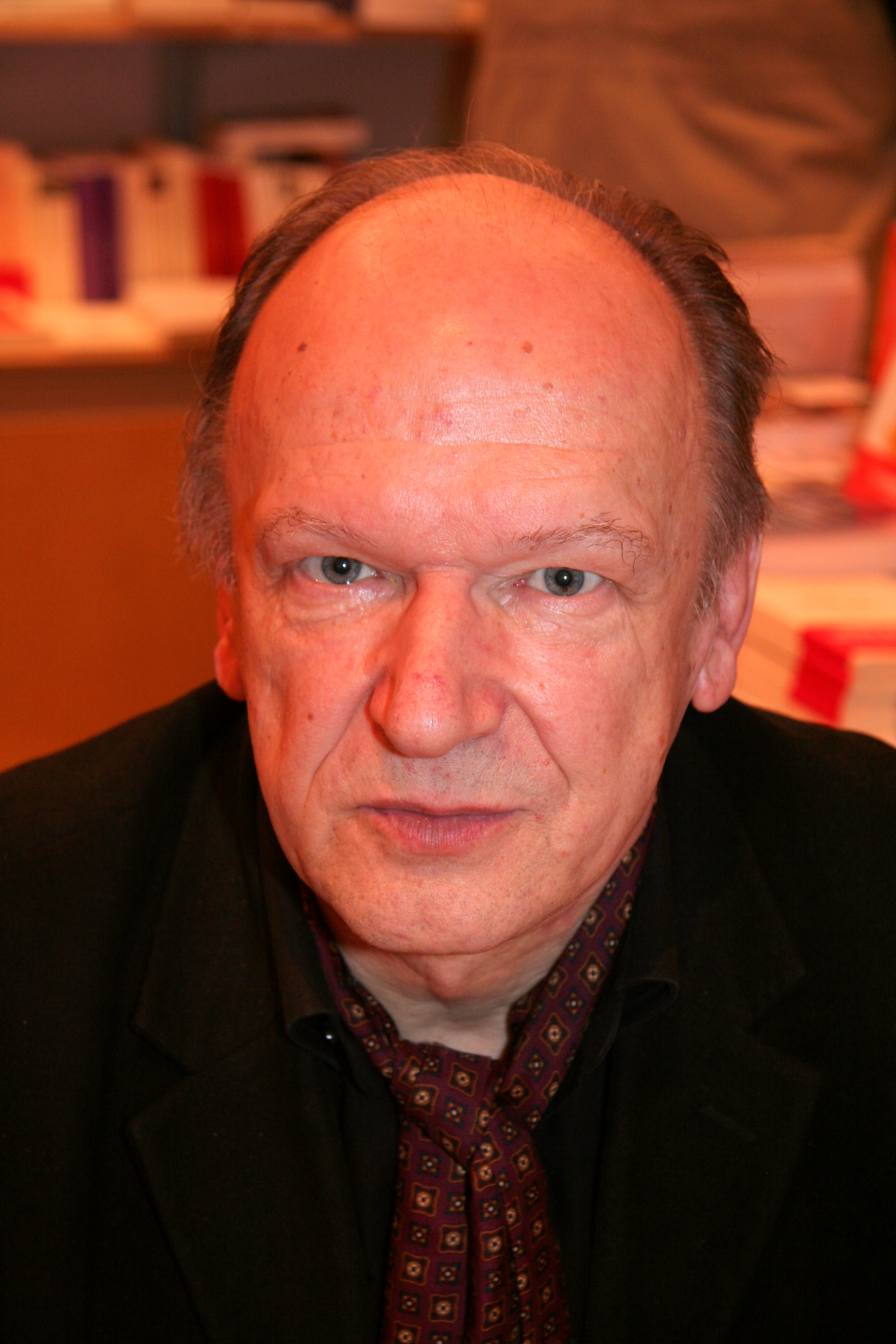
Guy Goffette beim Salon du livre 2008 in Paris

Guy Goffette (* 18. April 1947 in Jamoigne/Gaume, Belgien; † 28. März 2024) war ein belgischer Dichter und Schriftsteller.

## Leben
Guy Goffette veröffentlichte seinen ersten Gedichtband 1969. Er arbeitete als Redakteur beim Verlag Éditions Gallimard. Goffettes Poesie wurde verglichen mit der von Paul Verlaine (über den Goffette eine fiktive Biographie schrieb): Der französische Dichter Yves Bonnefoy sagte: 
„Goffette ist ein Erbe von Verlaine. Ein Poet der sehr mutig entschieden hat, glaubhaft bei seinem eigenen Leben in den demütigsten Momenten zu bleiben. Er hält Dinge einfach, er ist wunderbar fähig, Gefühle und Wünsche, die uns allen gemein sind, einzufangen. Goffette ist ohne Frage einer der besten Dichter der Gegenwart in Frankreich.“
Ergänzend zu seinen Gedichten und Fiktionen verfasste Goffette zahlreiche Essays und schrieb als Kritiker regelmäßig für die Nouvelle Revue Française.

## Auszeichnungen
- 1989: Prix Mallarmé für Eloge pour une cuisine de province
- Grand Prix der Académie française

## Schriften (Auswahl)
Gedichtbände
- Quotidien rouge. 1971
- Nomadie. 1979
- Huit muses neuves et nues. Gedichte zu Fotografien von Miloslav Stibor, 1983
- Solo d’ombres. 1983
- Prologue à une maison sans murs. 1983
- Le dormeur près du toit. 1983
- La vie promise. 1991, Übersetzung der italienischen La vita promessa
- Le pêcheur d’eau. Ed. Gallimard, Paris, 1995, coll. Blanche. Rééd. 2001
- Icarus. mit bilingualer Übersetzung von Tucker Zimmerman, 2000
- Solo d’ombres précédé de Nomadie. 2003
- L’adieu aux lisières. 2007

Fiktion
- Partance. 1995
- L’ami du jars. 1997
- Verlaine d’ardoise et de pluie. Reihe: Folio. Gallimard, Paris 1998, ISBN 2-07-040413-7
- Elle, par bonheur et toujours nue. 1998 ins Englische übersetzt als Forever Nude von Frank Wynne
- Partance et autres lieux suivi de Nema problema. 2000
- Un été autour du cou. 2001
- Une enfance lingère. 2006
- L’autre Verlaine. 2007